# 2010 en hockey sur glace

Cette page présente les éléments de hockey sur glace de l'année 2010, que ce soit d'un point de vue rencontres internationales ou championnats nationaux. Les grandes dates des différentes compétitions sont données ainsi que les décès de personnalités du hockey mondial.

## Amérique du Nord

### Ligue nationale de hockey
- Les Blackhawks de Chicago gagnent la Coupe Stanley.

### Ligue américaine de hockey
- Le 14 juin 2010, les Bears de Hershey remportent pour une deuxième année consécutive la Coupe Calder.

### ECHL
- Les Cyclones de Cincinnati remportent la Coupe Kelly en battant en cinq rencontres les Steelheads de l'Idaho.

### Ligue canadienne de hockey
- Les Spitfires de Windsor remportent la coupe J.-Ross-Robertson remis au champion de la LHO.

- Les Wildcats de Moncton remportent la Coupe du président remise au champion de la LHJMQ.

- Les Hitmen de Calgary remportent la coupe Ed-Chynoweth remise au champion de la LHOu.

- Le 23 mai 2010 : les Spitfires de Windsor remportent la Coupe Memorial.

## Europe

### Coupe continentale
- Le 17 janvier 2010, l'EC Red Bull Salzbourg remporte la coupe continentale 2010.

### Allemagne
- Les Scorpions de Hanovre remportent le championnat de la Deutsche Eishockey-Liga.

### Autriche
- Le 6 avril 2010, l'EC Red Bull Salzbourg remporte le championnat d'Autriche.

### Biélorussie
Le 5 avril 2010, le HK Iounost Minsk remporte l'Ekstraliga.

### Espagne
- Le Club Hielo Jaca remporte le championnat de la Superligua Española.

### Finlande
- Le TPS Turku remporte le championnat de la SM-Liiga.

### France
- 30 décembre 2009 : Rouen remporte la 4e édition de la Coupe de la Ligue.

- 31 janvier 2010 : Briançon bat Rouen 2-1 aux tirs au but en finale de la Coupe de France 2010. L'équipe haut-alpine remporte le premier titre majeur de son histoire.

- 13 avril 2010 : Rouen est sacré champion de France pour la dixième fois de son histoire. Les Dragons battent les Ducs d'Angers trois victoires à deux en finale de la Ligue Magnus.

### Hongrie
Le 25 mars 2010, l'Alba Volán Székesfehérvár remporte l'OB I. Bajnokság.

### Italie
- 31 janvier 2010 : l'AS Renon remporte la Coupe d'Italie 2010.
- 15 avril 2010 : Asiago est sacré champion d'Italie en battant en finale l'AS Renon quatre victoires à zéro.

### République tchèque
- 22 avril 2010 : Le HC Pardubice est champion de République tchèque.

### Russie/KHL
- 10 septembre 2009, Koubok Otkrytiïa : Ak Bars Kazan.
- Du 10 septembre 2009 au 7 mars 2010, Koubok Kontinenta : Salavat Ioulaïev Oufa.
- Koubok Pobediteliou Konferentsi Zapad : HK MVD (11 avril).
- Koubok Pobediteliou Konferentsi Vostok : Ak Bars Kazan (10 avril).
- 26 avril 2010 : les Stalnye Lissy remportent la Coupe Kharlamov décernée au vainqueur des séries éliminatoires de la Molodiojnaïa Hokkeïnaïa Liga.
- 27 avril 2010 : le Iougra Khanty-Mansiïsk bat le Toros Neftekamsk 3 victoires à 1 et remporte la Coupe Bratine remise au vainqueur des séries éliminatoires de la Vyschaïa Liga.
- 27 avril 2010 : la Koubok Gagarina est remportée par les Ak Bars Kazan. Les Ak Bars remportent la finale 4 victoires à 3 face au HK MVD.

### Slovaquie
- 23 avril 2010 : le HC Košice est champion de Slovaquie.

### Slovénie
Le 2 avril 2010, le HK Jesenice remporte le championnat de Slovénie.

### Suède
- 24 avril 2010 : le HV 71 remporte son quatrième titre national.

### Suisse
- 24 avril 2010 : le CP Berne remporte son douzième titre national.

## Compétitions internationales

### Jeux olympiques
- Les tournois de hockey sur glace  aux Jeux olympiques de Vancouver  ont eu lieu du 16 février au 28 février 2010.
- Le Canada réalise un doublé historique en  remportant la médaille d'or à la fois chez les hommes et chez les femmes. Dans les deux cas, les États-Unis sont battus en finale et la Finlande prend la médaille de bronze.

### Championnat du monde junior
- Le championnat du monde junior 2010 a été remporté par les États-Unis.

## Autres

### Fins de carrière
- Curtis Joseph, le 12 janvier 2010.
- Jonas Höglund, le 13 janvier 2010.
- Andreas Salomonsson, le 12 février 2010.
- Markus Näslund, dernier match le 13 mars 2010.
- Jiří Šlégr, le 13 mars 2010.
- Trevor Letowski, mars 2010.
- Jeremy Adduono, avril 2010.
- Robert Reichel, avril 2010.
- Janne Ojanen, avril 2010.
- Keith Tkachuk, avril 2010.
- Dmitri Iouchkevitch, avril 2010.
- Josef Beránek, le 14 avril 2010.
- Darius Kasparaitis, le 17 avril 2010.
- Rob Blake, le 19 juin 2010.
- Scott Niedermayer, le 22 juin 2010.
- Aleksandr Korechkov, le 8 août 2010.
- Jere Lehtinen, le 8 décembre 2010.

### Décès
- Le 9 janvier 2010 décès de Ievgueni Paladiev.
- Le 31 janvier 2010 décès de Vitali Kostarev international soviétique né le 1er mai 1929.
- Le 3 février 2010 décès de Ruedi Killias[1].
- Le 10 février 2010 décès de Jack Bownass.
- Le 6 mars 2010 mort de Ronald Pettersson.
- Le 8 avril 2010 mort de Michel Turler, international suisse à 112 reprises (55 buts).
- Le 22 mai 2010 mort de Michel Mongeau.
- Le 6 juin 2010 mort de Sviatoslav Khalizov.
- Le 9 juin 2010 mort de Bobby Kromm[2].
- Le 28 juin 2010 mort de Willie Huber[3].
- Le 5 juillet 2010 mort de Bob Probert[4].
- Le 6 juillet 2010 mort d'Igor Misko, 23 ans.
- Le 14 août 2010 mort d'Alain Vogin.
- Le 16 octobre 2010 mort de Jack Butterfield, président pendant 28 années de la LAH[5].
- Le 19 octobre 2010 mort de Craig Charron[6].
- Le 21 octobre 2010 mort d'Eduard Novák, membre du Temple de la renommée du hockey tchèque[7].
- Le 1er novembre 2010 mort de Ed Litzenberger[8].
- Le 18 novembre 2010 mort de Gaye Stewart[9].
- Le 19 novembre 2010 mort de Pat Burns[10].
- Le 8 décembre 2010 mort de Murray Armstrong[11].
- Le 15 décembre 2010 mort de Georges Roy[12].